# Fernando Prado Ayuso
Fernando Prado Ayuso (Bilbao, 28 agosto 1969) è un vescovo cattolico spagnolo, dal 31 ottobre 2022 vescovo di San Sebastián.

## Biografia
Fernando Prado Ayuso è nato a Bilbao, sede episcopale in Biscaglia, il 28 agosto 1969. È il secondo dei tre figli di Ramiro Prado e María Gloria Ayuso. Ha trascorso l'infanzia e la prima giovinezza nel quartiere di Las Arenas a Getxo, dove ha frequentato la parrocchia di Nostra Signora della Mercede.

### Formazione e ministero sacerdotale
Ha studiato seguito i corsi per l'istruzione generale di base, il baccalaureato polivalente unificato e di orientamento universitario presso la scuola "Andrés de Urdaneta" a Loiu.
Ha studiato scienze dell'informazione-giornalismo presso l'Università dei Paesi Baschi dove ha conseguito la laurea nel 1993. All'età di vent'anni ha deciso di diventare clarettiano.
Ha studiato teologia tra il Teologato clarettiano di Bilbao e l'Università di Deusto presso la quale nel 1998 si è laureato. Nello stesso anno ha perfezionato la lingua basca e ha ottenuto il titolo EGA che certifica la piena padronanza di questo idioma.
Nel 2002 ha conseguito la laurea in teologia della vita religiosa presso la Pontificia Università di Salamanca. Nello stesso anno ha ottenuto il master in editoria presso l'Università di Salamanca.
Nel 1992, mentre studiava giornalismo, è entrato nella congregazione dei missionari figli del Cuore Immacolato di Maria. Ha completato il postulato e il noviziato a Vitoria. Il 27 agosto 1994 ha emesso la professione religiosa temporanea e il 27 settembre 1998 quella solenne.
Il 7 maggio 2000 è stato ordinato presbitero da monsignor Juan María Uriarte Goiricelaya, vescovo di San Sebastián. Ha prestato servizio come responsabile della pastorale giovanile presso la parrocchia del Cuore Immacolato di Maria nel quartiere Mariaren Bihotza di Bilbao; insegnante presso la scuola Mariaren Bihotza Ikastola e delegato diocesano per la pastorale giovanile nell'unità pastorale del quartiere Gros a San Sebastián dal 1998 al 2002; parroco della parrocchia del Cuore Immacolato di Maria nel quartiere di Mariaren Bihotza a San Sebastián dal 2000 al 2002; coordinatore del dipartimento di educazione alla fede presso il collegio di Mariaren Bihotza a San Sebastián dal 2000 al 2002; responsabile della comunità clarettiana di Buen Suceso a Madrid dal 2002; cappellano delle Suore della carità del Sacro Cuore di Gesù a Madrid dal 2003 al 2012; direttore della casa editrice Publicaciones Claretianas dal 2003; professore di comunicazioni sociali e teologia della missione presso la scuola "Regina Apostolorum" di Madrid dal 2003; coordinatore internazionale del Claretian Editors Group dal 2009 al 2016; docente di teologia della missione presso l'Istituto Teologico di Vita Religiosa della Pontificia Università di Salamanca dal 2011; cappellano delle religiose concezioniste missionarie dell'insegnamento a Madrid dal 2013 e sacerdote volontario presso la chiesa di Sant'Antonio a Madrid dal 2015.
Nel 2004 è stato chiamato presso la Pontificia Università Lateranense a Roma per una conferenza tenuta per la Congregazione per l'evangelizzazione dei popoli, dal titolo Le sfide per la vita consacrata attuale. Nel 2010 è tornato a Roma per il convegno di teologia della vita consacrata presso la Pontificia università urbaniana, dove ha tenuto una relazione sull'era digitale e la vita consacrata. Nel 2014, invece, è stato invitato a Los Angeles, in occasione del congresso di educazione religiosa, per una conferenza dal titolo Evangelizzazione ed era digitale. Infine, nel 2016 ha tenuto un laboratorio per formatori, in occasione del congresso per l'anno della vita consacrata, sui media e la formazione nell'era digitale.
Durante l'estate è stato ospitato in alcune diocesi degli Stati Uniti d'America svolgendo compiti di collaboratore nella parrocchia di San Giovanni Battista a Los Angeles dal 2003 al 2011, nella parrocchia della Santa Croce a Chicago dal 2012 al 2014 e nella missione di San Gabriele a Los Angeles dal 2014 al 2016 dedicandosi principalmente al ministero nelle comunità ispaniche.
Ha collaborato anche al programma di discussione La linterna de la Iglesia sul canale COPE; con la televisione Trece e con diverse riviste cattoliche. È curatore del blog di informazione masdecerca.com rivolto alla vita consacrata di lingua spagnola.

### Ministero episcopale
Il 31 ottobre 2022 papa Francesco lo nomina ha nominato vescovo di San Sebastián; è succeduto a José Ignacio Munilla Aguirre, nominato vescovo di Orihuela-Alicante il 7 dicembre 2021. Ha ricevuto l'ordinazione episcopale il 17 dicembre successivo nella cattedrale del Buon Pastore a San Sebastián dal cardinale Aquilino Bocos Merino, già superiore generale dei missionari figli del Cuore Immacolato di Maria, co-consacranti l'arcivescovo metropolita di Pamplona e vescovo di Tudela Francisco Pérez González e l'arcivescovo Bernardito Cleopas Auza, nunzio apostolico in Spagna e Andorra. Durante la stessa celebrazione ha preso possesso della diocesi.
Nel 2023 ha denunciato una serie di attacchi contro la comunità cristiana da parte di gruppi giovanili radicali. Il 14 gennaio diverse chiese di Zestoa e dintorni sono state vandalizzate, costringendo all'annullamento di alcune messe. Il 19 gennaio settanta persone hanno preso d'assalto la cattedrale del Buon Pastore a San Sebastián, lanciando volantini e gridando dall'altare. Il 21 gennaio alcune persone mascherate hanno interrotto una messa a Zestoa creando disagio tra i presenti, soprattutto tra gli anziani. Questi episodi si inseriscono in un conflitto durato più di un anno, legato alla richiesta del Comune di Zestoa di utilizzare i locali parrocchiali per attività giovanili, che ha portato all'occupazione degli stessi da parte di alcuni ragazzi. Il vescovado ha intentato una causa, denunciando violenze e abusi contro la comunità cristiana e le sue proprietà.
In seno alla Conferenza episcopale spagnola è membro della commissione per le comunicazioni sociali dall'aprile del 2023.
È esperto in teologia della missione, mezzi di comunicazione sociale e vita consacrata. Autore di diversi libri, nel 2018 ha pubblicato La fuerza de la Vocación. La vida consagrada hoy, un libro-intervista a papa Francesco, tradotto in diciassette lingue tra cui il cinese.
È poliglotta, in quanto oltre allo spagnolo e al basco, sa parlare l'inglese e conosce l'italiano.

## Opere
- Fernando Prado Ayuso e Bonifacio Fernández García, Celibato por el reino. Carisma y profecía: "Como yo os he amado" (Jn 15,12), Madrid, Publicaciones Claretianas, 2003,  p. 390, ISBN 978-8479662592. URL consultato il 1º febbraio 2025.
- Fernando Prado Ayuso, Adonde el Señor nos lleve: vida consagrada en el mundo: tendencias y perspectivas, Madrid, Publicaciones Claretianas, 2004,  p. 280, ISBN 978-8479662738. URL consultato il 1º febbraio 2025.
- Fernando Prado Ayuso e Bonifacio Fernández, Pobres en un mundo global, Madrid, Publicaciones Claretianas, 2004,  p. 306, ISBN 978-8479662660. URL consultato il 1º febbraio 2025.
- Fernando Prado Ayuso e Bonifacio Fernández, Eucaristía: fracción del pan, encuentro entre culturas, Madrid, Publicaciones Claretianas, 2006,  p. 415, ISBN 978-8479662943. URL consultato il 1º febbraio 2025.
- Fernando Prado Ayuso e José Cristo Rey García Paredes, Revitalización carismática y mejora organizativa, Madrid, Publicaciones Claretianas, 2007,  p. 365, ISBN 978-8479663100. URL consultato il 1º febbraio 2025.
- Fernando Prado Ayuso e José Cristo Rey García Paredes, En la escuela de la palabra: XXXVII semana nacional para institutos de vida consagrada, Madrid, Publicaciones Claretianas, 2008,  p. 350, ISBN 978-8479663285. URL consultato il 1º febbraio 2025.
- Fernando Prado Ayuso e José Cristo Rey García Paredes, Sois una carta de Cristo, Madrid, Publicaciones Claretianas, 2009,  p. 382, ISBN 978-8479663490. URL consultato il 1º febbraio 2025.
- Fernando Prado Ayuso, La era digital una oportunidad para la vida consagrada, collana Vita consecrata, Madrid, Publicaciones Claretianas, 2010,  p. 29, ISBN 978-8479663643. URL consultato il 1º febbraio 2025.
- Fernando Prado Ayuso e José Cristo Rey García Paredes, La casa de todos, Madrid, Publicaciones Claretianas, 2010,  p. 359, ISBN 978-8479663780. URL consultato il 1º febbraio 2025.
- Fernando Prado Ayuso e José Cristo Rey García Paredes, Mujeres y hombres de Dios: mística y testimonio, Madrid, Publicaciones Claretianas, 2011,  p. 406, ISBN 978-8479664039. URL consultato il 1º febbraio 2025.
- Fernando Prado Ayuso e Bonifacio Fernández, Vida evangelizadora y evangélica: vida consagrada y nueva evangelización, Madrid, Publicaciones Claretianas, 2012,  p. 357, ISBN 978-8479664190. URL consultato il 1º febbraio 2025.
- Fernando Prado Ayuso, Los cinco minutos de la Nueva Evangelización, Madrid, Publicaciones Claretianas, 2012,  p. 241, ISBN 978-8479664299. URL consultato il 1º febbraio 2025.
- Fernando Prado Ayuso, El ministerio ordenado de los religiosos en la Iglesia: estudio de la cuestión en el postconcilio, collana Sutdia vitae religiosae, Madrid, Publicaciones Claretianas, 2013,  p. 212, ISBN 978-8479664312. URL consultato il 1º febbraio 2025.
- Fernando Prado Ayuso e Bonifacio Fernández, La búsqueda de Dios: la alegría de la fe en la vida consagrada, Madrid, Publicaciones Claretianas, 2013,  p. 362, ISBN 978-8479664442. URL consultato il 1º febbraio 2025.
- Fernando Prado Ayuso, Los cinco minutos de la vida consagrada, collana Vida consecrata, Madrid, Publicaciones Claretianas, 2014,  p. 198, ISBN 978-8479664763. URL consultato il 1º febbraio 2025.
- Fernando Prado Ayuso e Bonifacio Fernández García, El esplendor de la esperanza: la dimensión escatológica de la vida consagrada, Madrid, Publicaciones Claretianas, 2014,  p. 277, ISBN 978-8479664664. URL consultato il 1º febbraio 2025.
- Fernando Prado Ayuso, Testigos del Evangelio: vida consagrada en Misión, collana Curso breve, Madrid, Publicaciones Claretianas, 2015,  p. 134, ISBN 978-8479664909. URL consultato il 1º febbraio 2025.
- Fernando Prado Ayuso, Diez cosas que el Papa Francisco te propone en el Año de la Misericordia, Madrid, Publicaciones Claretianas, 2015,  p. 62, ISBN 978-8479665203. URL consultato il 1º febbraio 2025.
- Fernando Prado Ayuso, La fuerza de la vocación: la vida consagrada hoy, Madrid, Publicaciones Claretianas, 2018,  p. 116, ISBN 978-8479666286. URL consultato il 1º febbraio 2025.
- Fernando Prado Ayuso, Diana de Vallescar Palanca, Aquilino Bocos Merino, Carlos Martínez Oliveras e Luis Ángel de las Heras, Hacia la interculturalidad en la vida consagrada, collana Odres nuevos, Madrid, Publicaciones Claretianas, 2018,  p. 147, ISBN 978-8479666200. URL consultato il 1º febbraio 2025.
- Fernando Prado Ayuso, No podemos dejar de respirar: raíces espirituales y magisterio del papa Francisco sobre la oración, Madrid, Publicaciones Claretianas, 2019,  p. 70, ISBN 978-8479667054. URL consultato il 1º febbraio 2025.
- Fernando Prado Ayuso, Cuando perdemos a un ser querido: vivir y acompañar el duelo, Madrid, Publicaciones Claretianas, 2020,  p. 46, ISBN 978-8479667184. URL consultato il 1º febbraio 2025.
- Fernando Prado Ayuso, El rosario: orar con María en tiempos de pandemia, Madrid, Publicaciones Claretianas, 2020,  p. 57, ISBN 978-8479667191. URL consultato il 1º febbraio 2025.
- Fernando Prado Ayuso, Tejer historias: comunicar esperanza en tiempos de pandemia, Madrid, Publicaciones Claretianas, 2020,  p. 175, ISBN 978-8479667160. URL consultato il 1º febbraio 2025.
- Fernando Prado Ayuso, Vivir y celebrar la Cuaresma y la Semana Santa, Madrid, Publicaciones Claretianas, 2022,  p. 102, ISBN 978-8479667566. URL consultato il 1º febbraio 2025.
- Fernando Prado Ayuso, "Praedicate Evangelium": una nueva Curia para un tiempo nuevo, Madrid, Publicaciones Claretianas, 2022,  p. 262, ISBN 978-8479667610. URL consultato il 1º febbraio 2025.

### Traduzioni in italiano
- Fernando Prado Ayuso, La forza della vocazione. La vita consacrata oggi. Conversazione con Fernando Prado, Bologna, EDB - Edizioni Dehoniane Bologna, 1º dicembre 2018,  p. 118, ISBN 978-8810559444. URL consultato il 1º febbraio 2025.
- Dove ci porta il Signore: vita consacrata nel mondo : tendenze e prospettive, collana Sentinelle di frontiera, Milano, Edizioni Paoline, 2005,  p. 288, ISBN 978-8831529624. URL consultato il 1º febbraio 2025.

## Genealogia episcopale
La genealogia episcopale è:
- Cardinale Scipione Rebiba
- Cardinale Giulio Antonio Santori
- Cardinale Girolamo Bernerio, O.P.
- Arcivescovo Galeazzo Sanvitale
- Cardinale Ludovico Ludovisi
- Cardinale Luigi Caetani
- Cardinale Ulderico Carpegna
- Cardinale Paluzzo Paluzzi Altieri degli Albertoni
- Papa Benedetto XIII
- Papa Benedetto XIV
- Papa Clemente XIII
- Cardinale Marcantonio Colonna
- Cardinale Giacinto Sigismondo Gerdil, B.
- Cardinale Giulio Maria della Somaglia
- Cardinale Carlo Odescalchi, S.I.
- Cardinale Costantino Patrizi Naro
- Cardinale Lucido Maria Parocchi
- Papa Pio X
- Papa Benedetto XV
- Cardinale Federico Tedeschini
- Vescovo Manuel Moll y Salord
- Cardinale Vicente Enrique y Tarancón
- Cardinale Fernando Sebastián Aguilar, C.M.F.
- Cardinale Aquilino Bocos Merino, C.M.F.
- Vescovo Fernando Prado Ayuso, C.M.F.